# Turó de Sant Pere de Bell-lloc
El Turó de Sant Pere de Bell-lloc és un cim de 298 m alt del límit dels termes comunals de Rodès i de Vinçà, tots dos de la comarca del Conflent, a la Catalunya del Nord.
És el final d'un dels contraforts septentrionals del Massís del Canigó, a la dreta i damunt del curs de la Tet just a l'extrem oriental del Pantà de Vinçà. És l'extrem occidental del terme de Rodés i a l'oriental del de Vinçà.